# MuZIEum

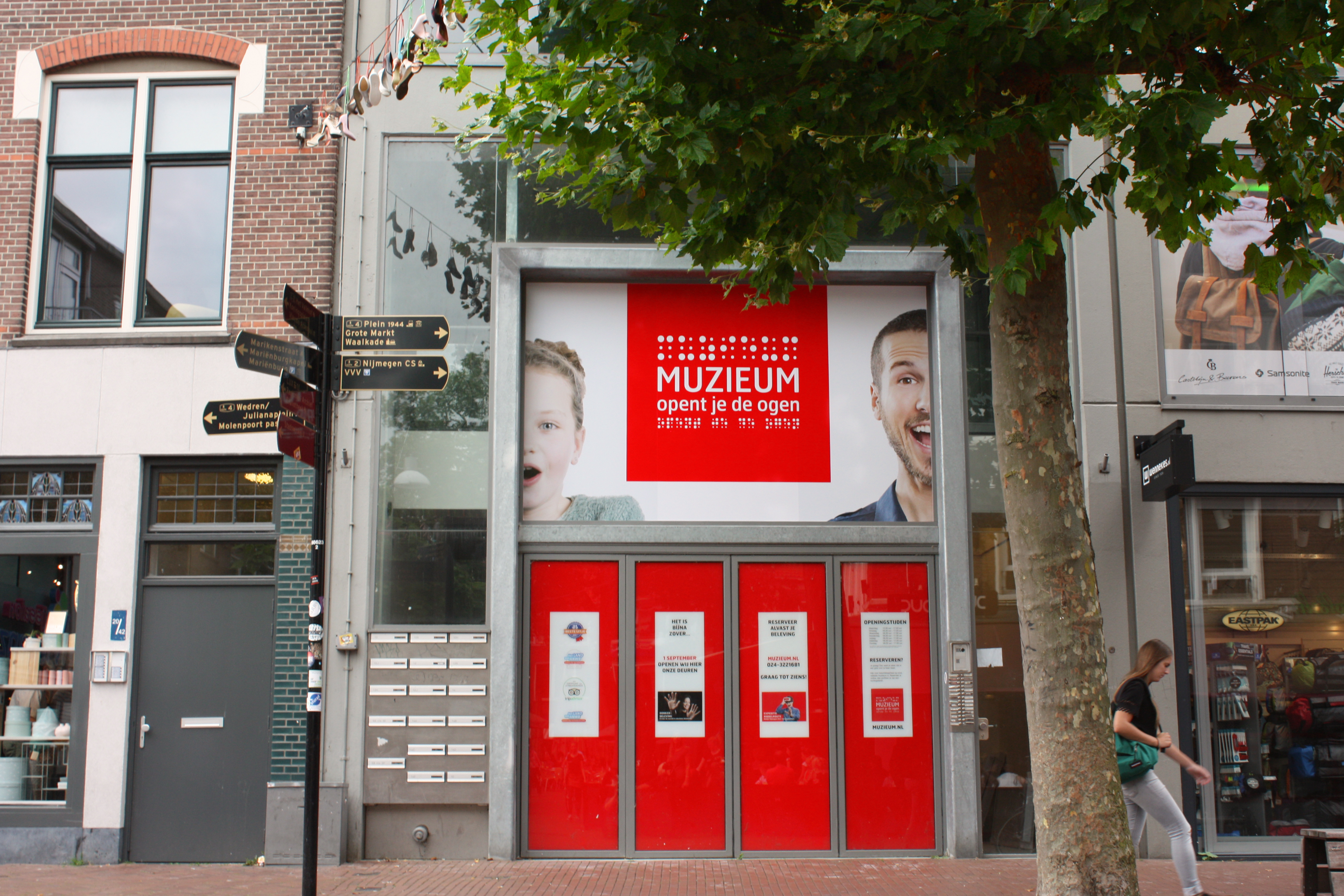
muZIEum, Nimwegen

Das muZIEum (deutsch mu-SEH-um) ist ein Museum im niederländischen Nimwegen, in dem Besucher über das Leben mit visueller Einschränkung informiert werden. Das Museum profiliert sich selbst als ein Erfahrungsmuseum über Sehen und Nicht-Sehen. Mithilfe von verschiedenen Erlebnissen und Aktivitäten lernen die Besucher etwas über die Lebenswelt von blinden und sehbehinderten Menschen. Das muZIEum hat drei verschiedene Führungen zu bieten, die alle einen anderen Aspekt des Sehens und Nicht-Sehens beleuchten.

## Geschichte
Im Jahr 2005 eröffnete das muZIEum. 2010 bekam das Museum finanzielle Probleme, sodass das Museum am 31. Mai 2010 seine Türen vorerst schließen musste. Im Juli 2010 bekam das muZIEum Unterstützung durch die Gemeinde Nimwegen. Ende August 2012 eröffnete das muZIEum wieder. Es war nun in der Stadsschouwburg Nijmegen zu finden. 2015 empfing das muZIEum eine Rekordanzahl an Besuchern. 37.500 Besucher ließen sich in diesem Jahr durch Führer mit vermindertem Sehvermögen herumführen. Das muZIEum empfing im Jahr 2015 seinen 100.000-sten Besucher. Am 1. September 2017 zog das muZIEum in das Zentrum von Nimwegen in die Ziekerstraat 6B, wo es nun seinen eigenen Standort bekam. Auch hier können die Besucher Blindheit mithilfe von zwei verschiedenen Führungen in der Dunkelheit erfahren, mit vermindertem Sehvermögen durch die Innenstadt von Nimwegen laufen und im Museumsteil mehr über alle Sinne lernen.

## Ausstellungsunterteilung

### Führung im Dunkeln
Während der Führung im Dunkeln läuft der Besucher durch stockdunkle Räume. Diese Führung sind auf Blindheit ausgerichtet. Man kann das alltägliche Leben und das Urlaubsleben erfahren, nur dass man dabei nichts sieht. Die Führungen werden durch einen blinden oder sehbehinderten Führer begleitet.

### Führung durch die Innenstadt von Nimwegen
Während der Führung durch die Innenstadt von Nimwegen erfährt man mit Hilfe einer VR-Brille, wie es ist, sehbehindert zu sein. Der Führer/Die Führerin erzählt während der Führung aus seinen eigenen Erfahrungen wie herausfordernd das Leben mit vermindertem Sehvermögen sein kann.

### Aktivitätenzentrum
In dem interaktiven Aktivitätenzentrum kann der Besucher etwas über die Lebenswelt der Blinden und Sehbehinderten lernen. Dort kann man Brailleschrift lernen und selbst schreiben oder man kann Spiele spielen, ohne etwas dabei zu sehen.

## Ausstellungsunterteilung alter Standort

### Practicum
Im Practicum kann der Besucher etwas über die Welt der Blinden und Sehbehinderten lernen, Brailleschrift lernen und selbst schreiben oder blind Spiele spielen.

### Opticum
Im Opticum kann der Besucher mehr über das Sehen lernen. Man erhält Einblick in das Auge und Gehirn und lernt mehr über optische Täuschungen.

### Entdeckungstour durch die Dunkelheit
Der bekannteste Teil des muZIEums ist die Entdeckungstour durch die Dunkelheit. Während der Führung wird man durch einen blinden oder sehbehinderten Führer begleitet, wobei die Dinge nicht sichtbar, aber dafür durch Fühlen, Riechen oder Schmecken zu erfahren sind.

### Essen in der Dunkelheit
Einmal im Monat gibt es ein 3-Gänge-Menü. Dieses findet in absoluter Dunkelheit statt, sodass man auch hier wieder einen Einblick in das Leben mit vermindertem Sehvermögen bekommt.